# ねこタクシー
『ねこタクシー』は、永森裕二による小説。及び、それを原作としたテレビドラマ、劇場版映画作品。

## 概要
2010年1月からtvkほかの放送局にて放送され、同名の劇場版映画も2010年6月より公開。
実在のアサヒタクシーがロケに協力しており、撮影に使用している営業車もアサヒタクシーのものである。但しあくまでフィクションのドラマであるので、番組の最後に「実際のアサヒタクシーではドラマのような営業は行っておりません」という断りが出る。
各地上波放送時はハイビジョン放送となっていたが、撮影は16：9SD（スタンダード）画質で製作されており、原版もSD素材である。日本映画専門チャンネルではハイビジョンへのアップコンバートを施し放送を行った。

## 登場人物

### 間瀬垣家
間瀬垣 勤（ませがき・つとむ）
演 - カンニング竹山
本作の主人公。40歳。元中学校の教師で、現在はタクシー運転手。職場では「マセさん」と呼ばれている。
本人のやる気の無さもあって営業成績は悪く、月10万円程度と収入も良くない。妻子が居るが、日々家庭での立場が狭く、居心地が悪い環境で過ごしている。
ある日、勤務中に一匹の三毛猫の野良猫『御子神』と出会う。その猫に癒されるようになってから、仕事の合間にちょくちょく公園に顔を出してはエサを与えに行くのであった。
役を演じた竹山は、ドラマ撮影当時は自動車の運転免許資格が無く、原付運転免許しか取得していなかった（竹山は2013年に普通自動車の運転免許を取得）。そのため通勤シーンでは自転車を使い、タクシーを運転するシーンではトレーラーでけん引されながら撮影を行った。
間瀬垣 真亜子（ませがき・まあこ）
演 - 鶴田真由
勤の妻。中学校の教師。内心、夫のことを気に掛けているが、世間体を気にするタイプ。
当初は『御子神さん』を飼うことに反対していた。表向きはペット禁止のマンションに住んでいること、教師という手前それがバレた時（ルール違反を堂々としているため）教育者としての立場がない、といったことを挙げていたが、本音は若い頃に実家で犬を飼っていたことがあり、その犬が死んだとき悲しんだ経験を『御子神さん』に対してもしたくなかったからだった。ちなみに、その飼っていた犬の名前は『つとむ』。
間瀬垣 瑠璃（ませがき・るり）
演 - 山下リオ
勤・真亜子の娘。中学3年生で、高校受験を控えていて勉強に忙しい。父のことは、少し鬱陶しく思っている。猫好きで、『御子神さん』を飼うことを快諾してからは、勤の味方に着くことが多くなった。
御子神（みこがみ）さん
演 - みーすけ（猫）
オスの三毛猫「御子神」。オスの三毛猫は非常に珍しく、出生率が数十万分の一といわれている。テレビドラマ版では年齢は明示されていないが、第7話の冒頭ナレーション「健診で動物医の見立てによると10歳は超えていて、人で言うと還暦は過ぎている」とのこと。映画版では15歳の設定。実際は、テレビドラマ放送時点で8歳とのこと（公式ホームページより）（実際とは演じてるタレント猫のことか？ドラマの裏設定のことか？）。
百足市にある、とある公園の土管の中に住んでいる。『御子神』と書かれた名札が付いた首輪をしている。時々勤にエサを貰ったりタクシーの中に乗り込んだりしているうちに、間瀬垣家の一員となる。
野良猫になる前はちゃんとした飼い主がいたが、その人は既に故人となっている。

### 職場（タクシー）
沼尻 崇（ぬまじり・たかし）
演 - 甲本雅裕
職場の同僚。タクシー会社勤務の運転手は、通常2人に1車が与えられ交代勤務で乗車することが多く、勤と同車なのが彼である。ぶっきらぼうで近寄りがたい雰囲気を晒け出しており、営業所内でも浮いている。
勤が教師をしていた頃より「愛人の家に行くため」と指名してくれる市の教育長など固定客の上客がおり、営業所内でトップの売り上げを誇る。また「稼ぎのため」と営業区域外で客を乗車させるなどルール違反を堂々としているため、同業他社のドライバーから疎まれており、「借金返済のためある組織から追われている」など悪い噂を立てられている。実際のところバツイチであり、また自身が引き起こした交通事故が原因で入院中の一人息子の養育費を稼ぐため、お金が必要な様子。
ある日、勤から自分の営業成績を上げるために仕事を教えてほしいと頼まれ、嫌々ながらも引き受けたことがきっかけで、勤と親しくなっていく。勤が営業車に御子神さんを乗せていることを知ってから、勤に御子神さんを飼うこと、そして御子神さんと一緒に営業することを勧めた。また、元教師である勤に、入院中の息子に勉強を教えて欲しいと頼むようになる。
山梨 景子（やまなし・けいこ）
演 - 李千鶴
勤が勤める、タクシー会社の無線配車係。
営業所ではGPSによってタクシーの現在地が把握が出来るため、何時間も車を止めてサボっている勤に無線で働くよう指示している。
芹沢 健志
演 ‐ 長谷川公彦
丹羽 仁美
演 - 芦名星
映画版のみ。職場の同僚で、勤の次に成績が悪い。勤を真似て『ねこタクシー』を始めた上に、それが雑誌に取り上げられたことから騒動になる。後に退職、長距離トラックの運転手になる。
真泉 平
演 - 高橋長英
勤が勤める、タクシー会社の営業所長。温厚な性格。テレビドラマ版では、勤が御子神さんを乗せていることは知らない。映画版では、勤が御子神さんを乗せていることを知ってから『ねこタクシー』の営業に理解を示し、後押しする。

### その他
DJみちる
演 - 加藤英美里
コミュニティラジオ局「FMムカデ」のDJ（加藤英美里は声のみの出演だが、テレビ版のオープニング・エンディングテーマも歌う）。
勤がいつも車内で聴いており、そのラジオが癒しの一つ。
藤堂 武忠
演 ‐ 山田明郷
タクシーの客。
宗形 誠二
演 - 内藤剛志
映画版のみ。保健所の職員であり責任者。動物愛護の使命から、勤の『ねこタクシー』の営業には難色を示す。
松本 スミエ
演 - 室井滋
映画版のみ。白髪の老婆で、通称「ねこババァ」。釣銭詐欺を働く、タクシー業界では要注意人物。自宅のボロ屋敷では、猫を10匹ほど飼っている（但し本人は「飼っているのではなく、世話しているだけ」という認識）。
炎 悟（ほむら さとる）
演 - 水木一郎
映画版のみ。人気歌手。百足市に来ていた際に、勤の『ねこタクシー』に乗る。それを自身のブログで取り上げたことから、これまた一騒動となる。タクシーに乗る前まで、勤は間違えて「えんご」と呼んでいた。

## テレビドラマ

### あらすじ
間瀬垣勤は元中学校教師で、現在は百足市にあるアサヒタクシー（小説では『百足タクシー』）のドライバー。現在も教師を続ける妻と、高校受験を控えた娘を持つが、妻には期待されず、娘にはバカにされ…で、家庭では尻に敷かれっぱなし。無気力な現状に、怠惰な日々を過ごしていた。
ある日、勤は勤務中、通りがかりの公園で土管の中に住む一匹の野良猫（三毛猫）に出会い、その野良猫に癒しを覚える。勤は『御子神』という名札が付いた首輪が付けられていたその猫にすっかり夢中になってしまい、『御子神さん』と名付け、勤務中に公園に寄っては、ついついエサを与えてしまうようになる。
それからというもの、勤は決心して『御子神さん』を自宅で飼うことを決め、さらに助手席に乗せて「ねこタクシー」を開業してしまう。そして、『御子神さん』との出会いで、彼自身が変わっていく。

### スタッフ
- 脚本 - 永森裕二・イケタニマサオ・田村計・相原光・柳澤里恵
- 音楽 - 野中"まさ"雄一
- 演出応援 - 野尻克己
- オープニングテーマ - 加藤英美里「笑顔のかたち」（ポニーキャニオン）
- エンディングテーマ - 加藤英美里「ふわふわ」（ポニーキャニオン）
- 挿入歌
  - DJみちる（加藤英美里）「オンナの恋は上書き保存」
  - DJみちる（加藤英美里）「オトコの恋は別名保存」
- 編集 - 石川真吾
- アニマルトレーナー - ZOO動物プロ
- 協力 - アミューズメントメディア総合学院・AMG出版工房・AMG MUSIC・ヘッドオフ・ZOO動物プロ・アサヒタクシー
- プロデューサー - 飯塚達介・森角威之
- ラインプロデューサー - 岩城一平
- 制作プロダクション - 杜方
- 製作 - ねこタクシー製作委員会（AMGエンタテインメント・アミューズメントメディア総合学院・tvk・テレビ埼玉・チバテレビ・三重テレビ・KBS京都・サンテレビ・札幌テレビ放送・TVQ九州放送・NTTぷらら・竹書房）

### 放送日程
| 各話   | サブタイトル |
| ------ | ------------ |
| 第1話  | みこがみ     |
| 第2話  | かざあな     |
| 第3話  | ぶらさがり   |
| 第4話  | うんめい     |
| 第5話  | もうそう     |
| 第6話  | つとむ       |
| 第7話  | いわかん     |
| 第8話  | だいじょうぶ |
| 第9話  | きずな       |
| 第10話 | せいろん     |
| 第11話 | かぞく       |
| 最終話 | あこがれ     |

### ネット局
| 放送地域 | 放送局                  | 放送期間                       | 放送日時                     | 放送系列                      | 備考                                                         |
| -------- | ----------------------- | ------------------------------ | ---------------------------- | ----------------------------- | ------------------------------------------------------------ |
| 福岡県   | TVQ九州放送             | 2010年1月4日 - 2010年3月22日   | 月曜 25時23分 - 25時53分     | テレビ東京系列 製作委員会参加 | 2010年4月11日より再放送 日曜 12時25分 - 12時55分             |
| 兵庫県   | サンテレビ              | 2010年1月6日 - 2010年3月24日   | 水曜 20時54分 - 21時24分     | 独立UHF局 製作委員会参加      | 2010年4月7日より再放送 火曜 8時00分 - 8時30分                |
| 神奈川県 | tvk                     | 2010年1月8日 - 2010年3月26日   | 金曜 21時00分 - 21時30分     | 独立UHF局 製作委員会参加      | 2014年10月10日より再放送 金曜 21時00分 - 21時30分            |
| 千葉県   | チバテレ                | 2010年1月8日 - 2010年3月26日   | 金曜 21時30分 - 22時00分     | 独立UHF局 製作委員会参加      |                                                              |
| 三重県   | 三重テレビ              | 2010年1月9日 - 2010年3月27日   | 土曜 23時55分 - 24時25分     | 独立UHF局 製作委員会参加      | 2010年4月2日より再放送 金曜 25時50分 - 26時20分              |
| 京都府   | KBS京都                 | 2010年1月10日 - 2010年3月28日  | 日曜 23時30分 - 24時00分     | 独立UHF局 製作委員会参加      | 2014年1月5日より再放送 日曜 23時30分 - 24時00分              |
| 埼玉県   | テレ玉                  | 2010年1月12日 - 2010年3月30日  | 火曜 23時30分 - 24時00分     | 独立UHF局 製作委員会参加      |                                                              |
| 北海道   | 札幌テレビ              | 2010年1月21日 - 2010年4月8日   | 木曜 25時43分 - 26時13分     | 日本テレビ系列 製作委員会参加 | 2010年4月9日より再放送 金曜 10時25分 - 10時55分              |
| 石川県   | 北陸朝日放送            | 2010年4月5日 - 2010年6月21日   | 月曜 25時15分 - 25時45分     | テレビ朝日系列                |                                                              |
| 宮城県   | 仙台放送                | 2010年4月9日 - 2010年7月2日    | 金曜 26時05分 - 26時35分     | フジテレビ系列                | 2011年5月25日より再放送 水曜 25時45分 - 26時45分（二話連続） |
| 富山県   | 北日本放送              | 2010年4月21日 - 2010年7月14日  | 水曜 25時25分 - 25時55分     | 日本テレビ系列                | 7月7日は休止 最終話は 25時35分 - 26時05分に放送              |
| 福島県   | 福島中央テレビ          | 2010年5月12日 - 2010年8月4日   | 水曜 10時55分 - 11時25分     | 日本テレビ系列                |                                                              |
| 福井県   | 福井放送                | 2010年7月1日 - 2010年9月16日   | 木曜 15時55分 - 16時53分     | 日本テレビ系列 テレビ朝日系列 | 二話連続放送                                                 |
| 山梨県   | テレビ山梨              | 2010年8月11日 - 2010年8月18日  | 毎日 14時55分 - 15時50分     | TBS系列                       | 8月14日・8月15日は休止 二話連続放送                          |
| 鹿児島県 | 南日本放送              | 2010年9月28日 - 2010年12月14日 | 火曜 24時40分 - 25時10分     | TBS系列                       | 初回は24時50分 -                                             |
| 岡山県   | 山陽放送                | 2011年1月10日 - 2011年4月4日   | 火曜 25時50分 - 26時20分     | TBS系列                       |                                                              |
| 日本全国 | 日本映画専門 チャンネル | 2011年2月15日 - 2011年2月21日  | 不定期放送                   |                               |                                                              |
| 大分県   | 大分放送                | 2011年9月1日 - 2011年9月22日   | 月～木曜 10時20分 - 10時50分 | TBS系列                       | ｢ホッとTime」枠 9月19日は旅RUN放送のため休止                 |

### VOD配信
| 配信元               | 開始時期      | 備考           |
| -------------------- | ------------- | -------------- |
| ひかりTV             | 2010年1月13日 |                |
| U-NEXT               | 2020年5月     | 有料見放題配信 |
| amazonプライムビデオ | 2021年2月     | 有料見放題配信 |

## 映画
2010年6月12日より公開された亀井亨監督による劇場作品。シネマスクエアとうきゅう他、初日19スクリーンでロードショー（以降順次公開）。上映時間1時間46分。キャッチコピーは「やっかいなこともあるけれど、それでも人生はステキです」。来場者限定として開運肉球待受をプレゼント。YouTubeでは公式メイキング動画として『御子神さん日和』を配信（2010年6月24日迄で36話）。
登場人物・設定はテレビドラマ版に基づくが、ストーリーは大きく異なる。また、映画版のみの登場人物もいる。主演のカンニング竹山は気弱で優しい中年男を演じた。ぴあ初日満足度ランキング（ぴあ映画生活調べ）では満足度84.5で第6位となった。

### あらすじ
間瀬垣勤、40歳。元は中学校の教師であったが、人付き合いが苦手で、生徒とのコミュニケーション不全に耐え切れず、退職。現在はアサヒタクシーでタクシー運転手をしている。だが、人付き合いが苦手な勤は常に営業成績は最下位、客からはクレームをつけられ、妻には期待されず娘にはバカにされ、肩身の狭い思いで日々を過ごしていた。
そんなある日、昼食の弁当を食べようと土管公園で腰を下ろしていると、『御子神』と書かれた名札のついた首輪をした、一匹の三毛猫が弁当のおかず欲しさにこちらをじっと見つめている…勤はその御子神さんのふてぶてしい姿に心を奪われてしまう。
後日、勤は仔猫を抱いた白髪の老婆を客として乗せる。その老婆は「ねこババァ」と呼ばれる、釣銭詐欺を働く業界内では要注意人物であったが、それを知らなかった勤はまんまと詐欺の被害に遭ってしまう。それから意を決して被害額を弁償してもらおうと、勤は老婆の住むボロ屋敷を訪ねることになった。散らかった屋敷の中に多くの猫が住んでいたのだが、その中に混じって、何とあの御子神さんの姿も…。御子神さんを見た勤は、その御子神さんと生後2ヶ月のコムギ（マンチカン　ロングヘアー）を自宅で飼うこと、そしてその二匹とともに『ねこタクシー』を開業することを決心し、ねこババァに掛け合い、譲ってもらったのであった。
妻と娘、そして勤と同車の沼尻の理解も得て、会社には内緒で『ねこタクシー』を開業した勤。口コミで評判が評判を呼び、営業成績は急上昇。自分に自信が持てるようになったその矢先、同僚の丹羽がそっくり勤を真似て、同じように『ねこタクシー』を開業してしまう。しかも雑誌に取り上げられたことで、職場はパニックとなってしまう。
丹羽が謹慎処分となったことで、『ねこタクシー』を続けていくことができなくなった勤はショックを受ける。そこに輪をかけて、百足市保健所から宗形が部下を連れて職場に乗り込んでくる。勤は「御子神さんもタクシーに乗りたがっている」と必死に説得するも、宗形は「動物虐待に他ならない」と『ねこタクシー』の営業に難色を示す。加えて、「『ねこタクシー』は動物園と同じく"動物の展示"に該当するため、動物愛護法に基づき会社が動物取扱業者として登録した上で許可を得ること、またそのためには動物取扱責任者を置くことが必要である」と言われたことで、勤は返す言葉が見つからなくなってしまう。
御子神さん、そしてコムギと一緒に、また『ねこタクシー』をやりたい。勤は、そんな気持ちを抑えられなくなってしまい、ついにある行動に出る…。

### キャスト
- 御子神さん - みーすけ
- 間瀬垣 勤 - カンニング竹山
- 間瀬垣 真亜子 - 鶴田真由
- 間瀬垣 瑠璃 - 山下リオ
- 丹羽 仁美 - 芦名星
- 松本 スミエ - 室井滋
- 宗形 誠二 - 内藤剛志
- 真泉 平 - 高橋長英
- 沼尻 崇 - 甲本雅裕
- 炎悟 - 水木一郎
- 菅沼 - 塚本高史
- 飯島 - 田村泰二郎
- 飯島夫人 - 根岸季衣
- 宗形セキ - 草村礼子
- DJ・みちる（声のみ） - 加藤英美里
- その他 - 柳沢なな、李千鶴、リッキー（ブッチャーブラザーズ）、唐沢美帆、秋山実希、味里、多菊八重

### スタッフ
- 原作 - 永森裕二（『ねこタクシー』竹書房刊）
- 監督 - 亀井亨
- 脚本 - 永森裕二、イケタニマサオ
- 製作総指揮 - 吉田尚剛
- 音楽 - 野中“まさ”雄一
- 主題歌 - 水木一郎「ソラノワダチ」
- 配給協力 - 中目黒製作所
- 企画・配給 - AMGエンタテインメント